# Midnight Club 3: DUB Edition Remix
Midnight Club 3: DUB Edition Remix (укр. «Опівнічний клуб 3: DUB-видання Ремікс»)  — перевидання відеоігри Midnight Club 3: DUB Edition у жанрі аркадних авто- та мотогонок, що вийшло 13 березня 2006 року в Північній Америці й 17 березня того ж року в Європі для приставок Xbox і PlayStation 2. З 19 грудня 2012 Midnight Club 3: DUB Edition Remix була доступна в сервісі PlayStation Store в розділі «PS2 Classics» для консолі PlayStation 3.
Перевидання включає нове місто — столицю Японії, Токіо, в якому передбачені окремі заїзди, що служать продовженням сюжетної лінії оригінальної гри. Геймплей містить основні риси Midnight Club 3: DUB Edition — необхідно брати участь у незаконних перегонах по міським дорогам, заробляючи гроші для покупки та покращень транспортних засобів, з метою отримати титул найкращого вуличного перегонника. Тим не менш, були внесені деякі зміни та покращення, наприклад нові види турнірів та заїздів.
Про створення Midnight Club 3: DUB Edition Remix стало відомо на початку 2006 року. Представники Rockstar Games включили у перевидання більше заїздів, транспортних засобів та музичних композицій. Як і у випадку з оригінальною грою, преса залишила позитивні відгуки про Midnight Club 3: DUB Edition Remix: до переваг журналісти віднесли велику кількість додаткового контенту, але критику зазнали деякі проблеми оригіналу, зокрема незбалансований рівень складності.

## Ігровий процес

Гонка типу Ordered на Gemballa GT 750 в Токіо. Даний автомобіль і місто були відсутні в оригінальній грі і вперше були включені у складі перевидання

Midnight Club 3: DUB Edition Remix є аркадна перегонна гра, виконана в тривимірній графіці, і в якій гравцеві слід брати участь у вуличних гонках і вільно роз'їжджати в реальних містах.
Перевидання включає столицю Японії — місто Токіо, яке доступне як в режимі «Аркада» (англ. Arcade), в мультиплеєрі й в редакторі, так і в новому, окремому для нього режимі — «Виклик Токіо» (англ. Tokyo Challenge). На відміну від кар'єри в американських містах гри, в режимі «Виклик Токіо» немає перегонників, що роз'їжджають по вулиці, розкиданих логотипів компанії Rockstar Games і перевізних транспортних пунктів для переміщення в інші міста, а також відрізняються види перегонових змагань — вони поділяються на токійські гонки, клубні турніри та класові турніри. Токійські перегони не мають вимог до транспортного засобу, а щоб відкривати доступ до нових турнірів, потрібно перемагати в заїздах. Клубні турніри вимагають певний тип транспортних засобів і складаються з декількох заїздів, що проходять по черзі, причому перезапустити наново можна лише весь турнір; після кожного заїзду залежно від зайнятого місця учасникам нараховується певна кількість очок, а перемагає у турнірі той, хто набрав у ньому очок більше за інших учасників. Класові турніри аналогічні клубним, але вимоги пред'являються не до типу, а до класу транспортного засобу. При перемозі в кожному з клубних та класових турнірів гравець нагороджується призовим автомобілем або мотоциклом, включеним у перевидання, тоді як частина нових транспортних засобів доступна спочатку. Як і в містах США, в Токіо є гараж, що служить для різних дій з транспортними засобами (наприклад, для їх купівлі та вдосконалення); його власником є Томоя (актор озвучування та захоплення руху — Джеймс Яегасі), який незадоволений своїм механіком Тосі. Крім того, гра працює зі збереженим прогресом оригінальної Midnight Club 3: DUB Edition,, тим самим дозволяючи гравцеві продовжити проходження та «Виклик Токіо».

## Розробка та вихід перевидання
Вперше про Midnight Club 3: DUB Edition Remix стало відомо 30 січня 2006, але від Rockstar Games не надходило коментарів про випуск проєкту. 3 лютого відбувся анонс перевидання, яке включає 24 нові автомобілі та мотоцикли від таких виробників, як GMC, Infiniti, Pagani, Scion та інших, а також нове місто — Токіо, яке вже було у попередній частині серії — Midnight Club II, більше поодиноких та мережевих заїздів та 25 нових ліцензованих музичних композицій саундтреку.
|                                                    | Ми в захваті від відгуку, отриманого на Midnight Club 3: DUB Edition і хотіли б дати щось особливе фанатам, які підтримували серію протягом багатьох років. Оригінальний текст (англ.) We are thrilled with the response Midnight Club 3: DUB Edition received, and we wanted to be able to give something extra to the fans who have supported the series throughout the years. |
| — Ден Хаузер, творчий віцепрезидент Rockstar Games | |

Вихід Midnight Club 3: DUB Edition Remix відбувся 13 березня 2006 року в Північній Америці, де гра поширювалася під статусами «Platinum Hits» та «Greatest Hits» для приставок Xbox та PlayStation 2 відповідно, а в Європі гра вийшла 17 березня того ж року. 19 грудня 2012 року Midnight Club 3: DUB Edition Remix вийшла на PlayStation 3 і була доступна у сервісі PlayStation Store у розділі «PS2 Classics».

## Відгуки
| Агрегатор    | Оцінка                       |
| ------------ | ---------------------------- |
| GameRankings | 87,14 % (Xbox) 85,57 % (PS2) |
| Metacritic   | 87/100 (Xbox) 85/100 (PS2)   |

| Видання                      | Оцінка |
| ---------------------------- | ------ |
| 1Up.com                      | 9/10   |
| AllGame                      | [ 11 ] |
| Eurogamer                    | 7/10   |
| Game Informer                | 9,5/10 |
| GameSpot                     | 8,2/10 |
| GameSpy                      | [ 15 ] |
| GamesRadar+                  | 9/10   |
| GameZone                     | 8,6/10 |
| IGN                          | 8,8/10 |
| Official Xbox Magazine (США) | 8,5/10 |
| PALGN                        | 7,5/10 |
| Play                         | 8,5/10 |
| VideoGamer.com               | 8/10   |

Midnight Club 3: DUB Edition Remix, як і оригінальна гра, отримала позитивні відгуки від критиків. На агрегаторах Metacritic та GameRankings середня оцінка становить 87/100 та 87,14 % у версії для Xbox, 85/100 та 85,57 % у версії для PlayStation 2. Журналістам сподобалося, що гравці можуть отримати більше можливостей та контенту, ніж у оригіналі, за меншу ціну, але при цьому оглядачі також хотіли б бачити значні покращення та зміни на рівні складності. Midnight Club 3: DUB Edition Remix отримала нагороду «Вибір редакції» від таких видань, як GameSpy та IGN. У березні 2013 року гра зайняла четвертий рядок чарту продажів сервісу PlayStation Network у розділі «Top 5 PlayStation 2 Classics», а в лютому 2014 року — також четвертий рядок, у розділі «Top Five Classics».
Новий контент, доданий у перевидання, отримав позитивні оцінки від рецензентів. Так, представник сайту IGN Дуглас Перрі зазначив, що додатковий режим у Токіо «розширює веселощі», які гра пропонує в довгому одиночному та технічно вражаючому онлайн-режимі, а також похвалив додані в перевидання транспортні засоби та 25 нових «солодких» пісень. Журналісти Game Informer назвали новий контент чудовим доповненням, і були приємно вражені режимом у Токіо (який, за словами оглядачів, такий же інтенсивний та приємний, як інші міста гри) та цікавими додатковими транспортними засобами, а ще більша кількість композицій саундтреку, за їхніми словами, робить його «практично непереможним». Подібну думку висловив Алекс Наварро, критик GameSpot, який помітив, що весь чудовий геймплей, презентаційні елементи та особливості оригіналу в цій версії збережені: до переваг були віднесені нове місто Токіо, що включає безліч нових гонок для гри, «ціла купа» нових машин і пісень саундтреку, «і це лише за $20». Рецензент GamesRadar Ренді Нельсон виділив ті ж переваги, охарактеризувавши перевидання як «першокласна гоночна гра в аркадному стилі за ціною невдахи». Дакота Грабовскі (GameZone) назвав нові машини, пісні та режим у Токіо вагомим приводом для покупки перевидання. Брайан Вільямс, критик GameSpy, зазначив, що Midnight Club 3: DUB Edition Remix — це «та сама чудова гоночна гра з декількома крутими доповненнями», і за меншу ціну. Представниця Eurogamer, Еллі Гібсон, заявила, що «ви отримуєте більше за менші гроші»: вона порахувала режим у Токіо найбільш примітним доповненням, а також похвалила додаткові транспортні засоби та онлайн-заїзди, проте нові пісні вважала поганими та не дуже вражаючими. У Official Xbox Magazine назвали Midnight Club 3: DUB Edition Remix правильним способом перевипустити гру під статусом «Platinum Hits». «[Гра] наповнена речами, які будуть до біса зводити вас з розуму …» — уклала редакція журналу Play, написавши, що перевидання вийшло краще оригінальної версії. Цю думку в цілому розділив Кріс-Лі, рецензент PALGN, зазначивши, що перевидання може здатися безглуздим, але наявність нового контенту при зниженій ціні робить його набагато кращим, ніж звичайні перевидання, що виходять без будь-яких доповнень. Мет Леон (1UP.com) висловив думку, що Midnight Club 3: DUB Edition Remix, крім додаткового контенту, «містить все те, що зробило оригінал зоряною змагальною грою». «Оновлений автопарк, нове місто з новими трасами, саундтреком плюс оригінальний Midnight Club 3 — дуже вигідне придбання» — уклала редакція журналу «Консоль».
Незважаючи на позитивні відгуки про доповнення, критика була схильна до наявності недоліків, властивих оригінальній Midnight Club 3: DUB Edition, і відсутність істотних поліпшень. Наварро зауважив, що всі проблеми оригінальної Midnight Club 3 у перевиданні залишилися колишніми, нові перегони відрізняються підвищеною складністю («будьте готові до важких прогулянок вулицями Токіо»), а також до мінусів було віднесено відсутність автомобілів виробника Subaru. Гібсон, навпаки, відзначила, що одна з головних проблем оригінальної гри — той факт, що вона не представляла особливої складності, і це певною мірою компенсується тим фактом, що гонки в Токіо важче виграти. Перрі згадав, що графіка в перевиданні через рік виглядає вже не так красиво, хоча і як і раніше візуально вражає тим, що відбувається на екрані. Аналогічні недоліки графіки відзначив і Кріс-Лі, на думку якого автомобілі навряд чи надто вражають, а меню можна було б і переосмислити; об'єктом розчарування стала також і незбалансована складність (названа найслабшим аспектом гри), що передбачає заучування маршрутів та вміння швидко зреагувати на високій швидкості, але, при цьому, дозволяючи в більшості перегонів завжди обігнати суперників, особливо на прямих дорогах. Вільямс виявив схожі недоліки, зокрема, можливі труднощі побачити дорогу на дійсно високих швидкостях і все ще уповільнення кадрової частоти. Нельсон відніс до мінусів «іноді божевільний ШІ» і не такі великі можливості модифікації у мотоциклів, як в автомобилей. Леон, як і інші рецензенти, відзначив набагато вищий рівень складності в Токіо: «Remix… орієнтований на затятих шанувальників серії, а не тільки на гравців, які зачаровані Токіо». Крім того, оглядачі зійшлися на думці, що якщо гравець вже купив оригінальну Midnight Club 3: DUB Edition, то нового контенту в Midnight Club 3: DUB Edition Remix все ж таки недостатньо для повторної плати за перевидання.